# Guillaume Joli
Guillaume Joli (Lyon, 27 de março de 1985) é um handebolista profissional francês, campeão olímpico.